# Raúl Leis
Raúl Leis Romero (Colón, 12 de diciembre de 1947-Ciudad de Panamá, 30 de abril de 2011) fue un sociólogo, político y escritor panameño.
Se graduó de sociología en la Universidad Santa María La Antigua y estudió en el Instituto de Estudios Sociales en La Haya. También obtuvo una maestría en Derecho en la Universidad de Panamá.
Fue cinco veces ganador del Concurso Nacional de Literatura 'Ricardo Miró' en 1973, 1981, 1988, 1996 y 2000, ganador del premio de prensa de la revista Plural de México (1985), de la revista Nueva Sociedad de Venezuela (1985, 1992), segundo lugar de los Juegos Florales de Guatemala (1993) y finalista del 'Tirso de Molina' de la Cooperación Española (1994).
Fue miembro fundador del Colegio Nacional de Sociólogos y dirigió por 10 años la revista Diálogo Social. Fue miembro del Consejo Nacional de Escritores y Escritoras de Panamá desde 2001 hasta 2003.

## Obras

### Prosa
- Guía para el teatro popular
- Voces de lucha
- Machi un kuna en la ciudad
- Panamá: luces y sombras hacia el siglo XXI
- Señor mundunción
- Carta a Héctor Gallego

### Poesía
- Genuflexión a mi huella
- Cantos de amor al hombre nuevo
- Tiempo de las cosas nuestras

### Cuento
- Viaje alrededor del patio
- El niño y la bomba
- Viaje a la salvación y otros países

### Teatro
- Viene el sol con su sombrero de combate puesto
- Lo peor del boxeo
- María Picana
- No hay derecho señores
- El Nido del macúa
- El puente
- El señor sol
- La cantina de Pancha Mancha
- Primero de mayo

### Letras de canciones
- Maestra vida (de Rubén Blades).

### Sociología
- Las clases sociales en la ciudad transitista
- Comando sur poder hostil
- La ciudad y los pobres
- Hacia una estrategia nacional de descentralización y desarrollo municipal
- Colón en el ojo de la tormenta
- Esas formas de comunicación que andan por ahí
- Radiografía de los partidos políticos
- Bienes canaleros: informe de un desafío
- Abrir canales de participación y poder local